# غوستاف مالر
غوستاف مالِر (بالألمانية: Gustav Mahler) (Gustav Mahler) (كاليشت، بوهيميا 1860 - فيينا 1911 م) هو مؤلف موسيقي وقائد أوركسترالي نمساوي. أثناء حياته كان معروفاً كقائد أوركسترالي ولكن الآن يعتبر من أهم المؤلفين الرومانسيين المتأخرين. ألّف العديد من الأغاني بالإضافة إلى عشر سيمفونيات يمكن أن تصنف ضمن تيار الأعمال الشاعرية التي تلت الحركة الرومانسية.
ولد مالر في عائلة يهودية بمدينة «كاليشت» التي كانت في الإمبراطورية النمساوية ولكن الآن جزء من التشيك. من سنة 1897 إلى 1907 كان قائد دار أوبرا فيينا. بعد ذلك انتقل إلى مدينة نيو يورك وعمل هناك في أوبرا ميتروبوليتان لسنة واحدة فقط. ثم رجع إلى فيينا ومات هناك عام 1911.
أهم أعماله
تسع سيمفونيات، سلسلة من أغنيات أنشودة الأرض وأغاني موت الأطفال .

## حياته

### الطفولة، الأعمال الأولى، 1860-1880

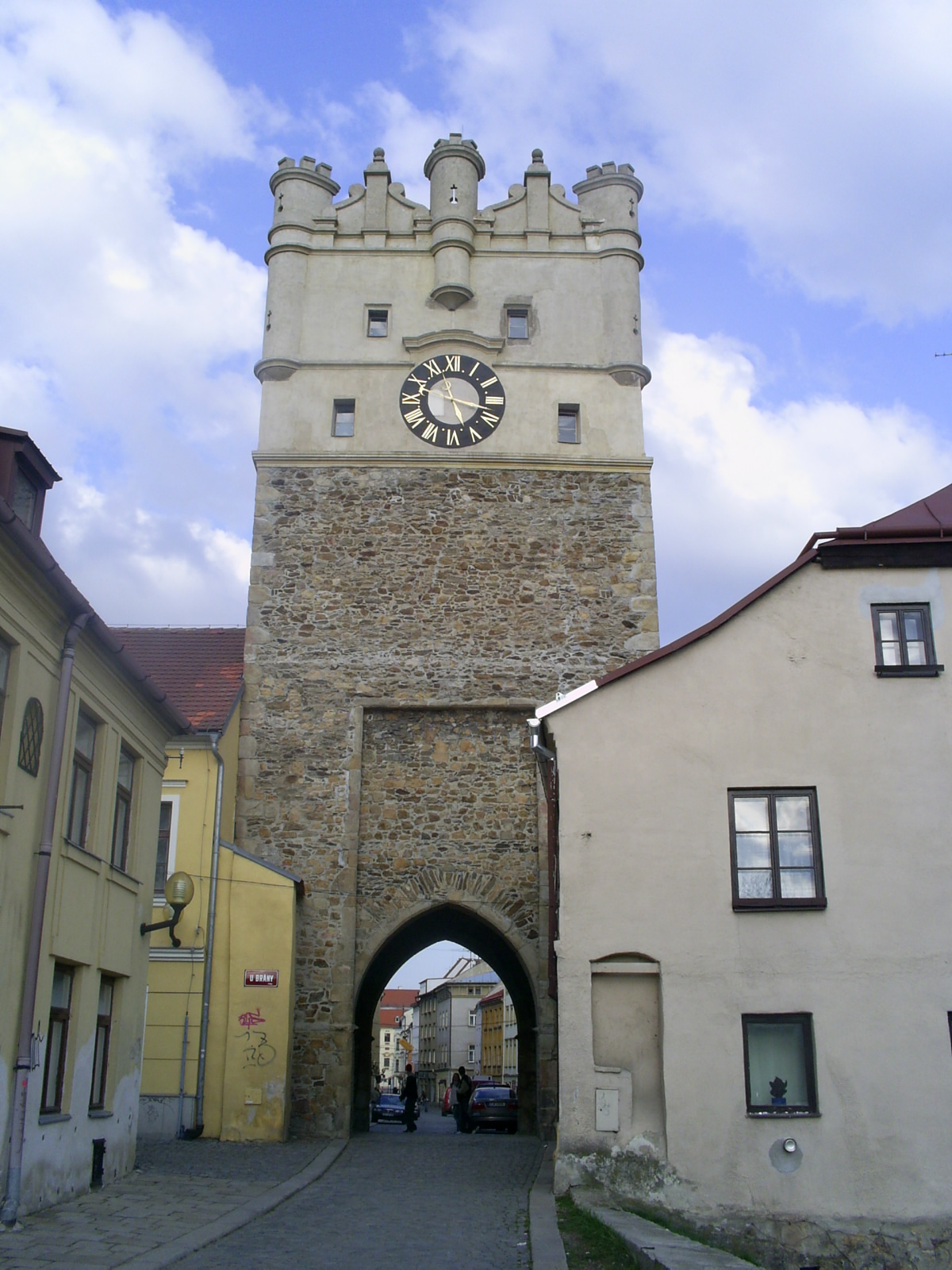
يهلافا حيث نشأ مالر

ولد جوستاف مالر في كالشت، قرب إجلاو (الآن كاليست، بهلافا)، بوهيميا، في 7 يوليو 1860. كان أبواه يهود، وكان الثاني من 14 طفل والأول من ستة تجاوز سن النضج. والده برنارد، كان رجل ذو أصل متواضع، بالتصميم والقسوة أسس تجارة رابحة تتكون من معصرة وعدة حانات في إجلاو، حيث انتقلت الأسرة في خريف 1860. أتاحت له إجلاو بيئة تضمنت موسيقى عسكرية وشعبية ورفيعة اقتبس منها مالر لاحقا بعد عناصر مفرداته الموسيقية. في طفولته تعلم مجموعة كبيرة من الأغاني الشعبية، وتلقى تعليم في البيانو ونظرية الموسيقى من عدة موسيقيين محليين تحت توجيههم تطور بسرعة إلى عازف كمان مقتدر وقدم أول حفل أمام الجمهور. في العام التالي، في محاولة لتحسين أدائه الأكاديمي العام، أرسل إلى براغ حيث التحق بمدرسة Neustedler، لكن الخطوة لم تنجح وعاد إلى إجلاو عام 1872. واصل دراساته الموسيقية، فظهر في ثلاث حفلات عامة وعمل على أوبرا (مفقودة) هي Herzog Ernst von Schwaben. عام 1875 جذبت موهبة مالر انتباه مدير مزرعة، أقنعه برنارد أن إبنه لا بد أن يحصل على تدريب موسيقي شديد في فيينا، وبعد مقابلة مع جولياس إبشتاين في سبتمبر هذا، تم قبول مالر كطالب بالكونسرفتوار. هناك درس البيانو مع إبشتيان (1875-1877)، والهارموني مع روبرت فوش (1875-1876) والتأليف الموسيقي مع فرانز كرين (1875-1878). رغم نجاحه كعازف بيانو عام 1876 و 1877 في مسابقات الكونسرفتوار، تخلى مالر عن عزف الآلة لصالح التأليف، حيث تخرج عام 1878 بتقديم اسكرتزو لخماسي البيانو (مفقود). مع ذلك، خبرة عزف موسيقى البيانو لبتهوفن وشوبان وشوبرت وشومان تركت انطباعا ملحوظا على موسيقاه. كورس التأليف مزدوج الاهمية لمنته لاحقا، فبعيدا عن التدريس المعتاد، كان يتوقع أيضا من الطلاب إجراء بروفات، وفي بعض الحالات عروض عامة لأوركسترا الطلاب.
المحاولات الأولى لمالر في التأليف ترجع إلى سنوات طفولته في إجلاو، لكن أول أعمال باقية له كتبت خلال الفترة التي قضاها في الكونسرفتوار، والتي ينعكس تأثيرها في التناول اللحني النشط في الحركة لرباعية البيانو (1876-1878). أخذ بعض الإلهام والحافز من نطاق واسع لموسيقى مؤلفين آخرين؛ من سابقين له، بما في ذلك بيتهوفن ومندلسون وشوبرت وشومان وفاجنر وفيبر وبتزايد مع تقدمه في العمر يوهان سبياستيان باخ، وكذلك معاصر واحد على الأقل هو ريتشارد شتراوس. أعجب بموسيقى فاجنر قبل وصوله لفيينا، وكان ذلك الاهتمام، إضافة إلى الحضور في حفلات كرين للتأليف، التي على الأرجح شكلت أساس الصداقات المبكرة مع هوجو وولف، ورولدلف كرزيزانوفسكي وهانز روت وأنطون كرسبر؛ وكان اهتمامه بأفكار فاجنر السياسية والفلسفية وفي الأعمال الأولى لنيتشه التي جذبته إلى دائرة تضمنت الساسة الاشتراكيين في المستقبل فيكتور إدلر وإنجلبرت برنرستورفر.

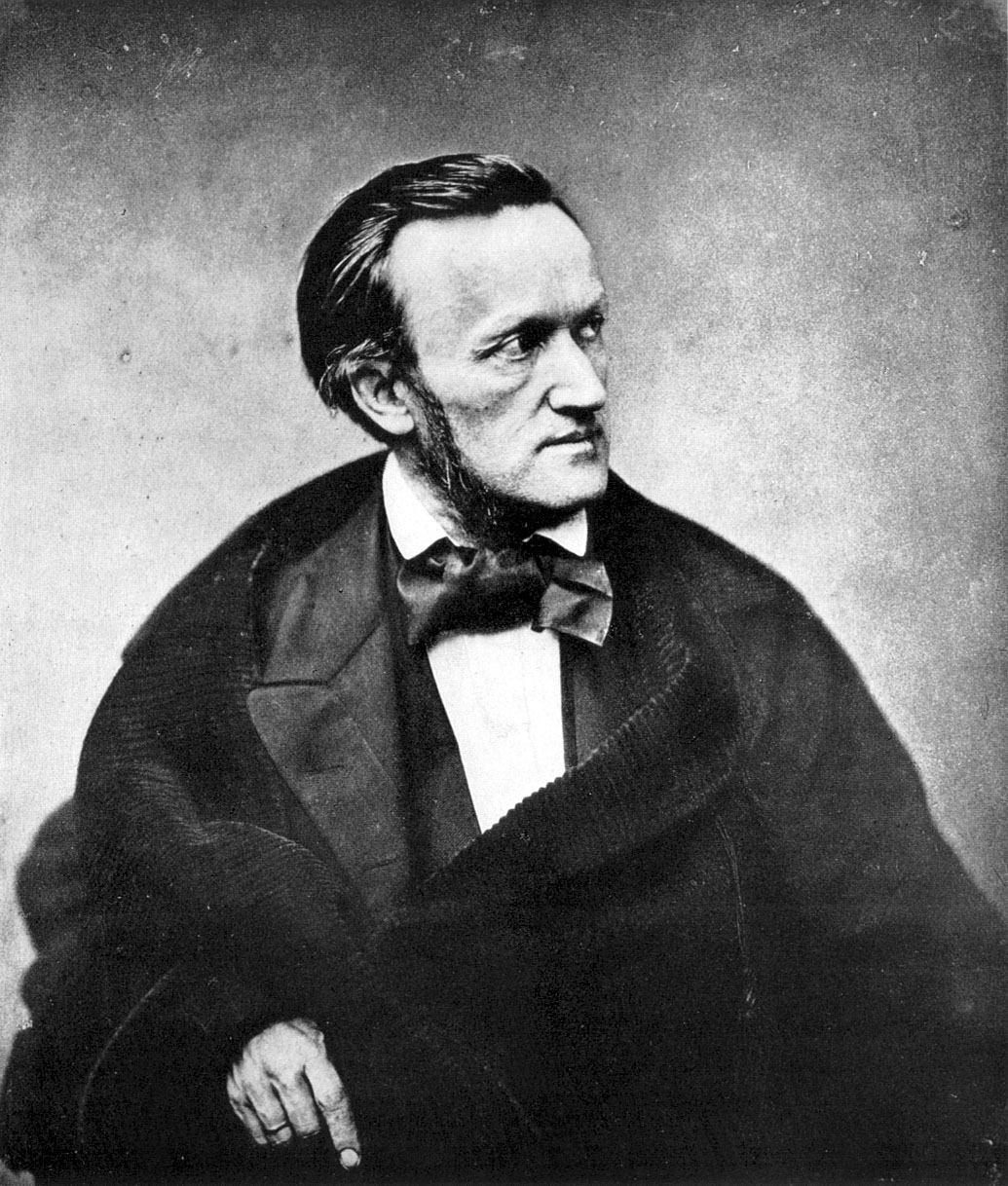
مالر تأثر بريتشارد فاجنر أثناء أيام دراسته، ولاحقا أصبح مترجم رائد لأوبرات فاجنر

عام 1877 ومرة أخرى عام 1878 و 1880 التحق مالر وهو طالب بجامعة فيينا لمجال أوسع من المواد التاريخية والفلسفية التي تدل على مجال اهتماماته الثقافية مدرى الحياة؛ كما حضر بعض محاضرات بروكنر، رغم أنه في سنوات لاحقة ذكر قطعا أنه لم يكن طالب لدى بروكنر. وفي عام 1877 أعد وفي عام 1880 نشر (ربما بمساعدة كرزيزانوفسكي) توزيع دويتو بيانو للسيمفونية الثالثة لبروكنر وعام 1910 تبرع بالأرباح من بيع أعماله للترويج لنوت بروكنر الموسيقية، مع ذلك كمايسترو استخدم نسخ مختصرة بشدة من السيمفونيتين الخامسة والسادسة لبروكنر.
بعد مغادرة الكونسرفتوار عام 1878 حضر مالر محاضرات الجامعة، وعمل مدرس موسيقى وخلال سنوات الشك التي سبقت في الحال بداية مشواره كمايسترو، كتب أول عمل هام له «أغنية الأرض». نص الكانتاتا اكتمل في مارس 1878 وكتابة الموسيقى انتشرت في السنتين التاليتين. في شكلها الأصلي من ثلاث حركات، أرسلت لليش (الذي لم يحب النص) ودخل بها دون نجاح مسابقة جائزة بتهوفن سنة 1881. عام 1892-1893 راجع مالر النوتة، وحذف الجزء الأولى، غير التوزيع وحذف اوركسترا خارج خشبة المسرح (التي استعادها عام 1989-1899 عند مراجعة العمل ثانية للنشر). حتى قبل اكتمال نسختها الاصلية بدأ مالر العمل في أوبرا Rübezahl، حيث كتب الكلمات، وفي خمسة فصول مع مقدمة، التي يقيت. ناقش فكرة أوبرا من قصة خيالية مع هوجو وولف، الذي بالتالي شعر أن مالر سرق الفكرة منه: ونتيجة سوء التفاهم انتهت صداقتهما. من الواضح أن الكلمات احتفظت بجاذبيتها لمالر، ويبدو مرجح أن بعض موسيقى الاوبرا كتبها في 1880. متصل بهذا العمل، «أغنية الأرض» 3 أغنيات كتبها مالر عام 1880 خلال قصة رومانسية في الشباب. آخرها استخدم نص (ويرجح موسيقى) من أوبرا «روبزال»، كل المقطوعة مع عدة تعديلات آخر الأمر يشمل Hans and Grethe في الجزء الأول من Lieder und Gesänge؛ أول أغنيتين يستخدمان للمادة اللحنية من الكانتاتا.

## الهوامش
1. 1 2  مشروع مكتبة الموسيقى الدولية | Gustav Mahler، QID:Q523660
2. 1 2  Jonathan Wiener (29 Nov 2017). "Mahler, Gustav (07 July 1860–18 May 1911), composer and conductor". American National Biography Online (بالإنجليزية). DOI:10.1093/ANB/9780198606697.ARTICLE.1803576. ISSN:1470-6229. QID:Q103868899.
3. 1 2  Discogs | Gustav Mahler (بالإنجليزية), QID:Q504063
4. 1 2  filmportal.de | Gustav Mahler، QID:Q15706812
5. 1 2  Brockhaus Enzyklopädie | Gustav Mahler (بالألمانية), OL:19088695W, QID:Q237227
6. 1 2  Gran Enciclopèdia Catalana | Gustav Mahler (بالكتالونية), Grup Enciclopèdia, QID:Q2664168
7. 1 2  GeneaStar | Gustav Mahler، QID:Q98769076
8. ↑  Большая советская энциклопедия: [в 30 т.] (بالروسية) (3rd ed.), Москва: Большая российская энциклопедия, 1969, Малер Густав, OCLC:14476314, QID:Q17378135
9. 1 2  Archivio Storico Ricordi، QID:Q3621644
10. 1 2 3  Česká divadelní encyklopedie (بالتشيكية), QID:Q106131549
11. 1 2 3  Vědecká knihovna v Olomouci, REGO (بالتشيكية), QID:Q125023568
12. ↑  Ю. С. Осипов (ed.), Большая российская энциклопедия (بالروسية), Москва: Большая российская энциклопедия, QID:Q1768199
13. ↑  New Grove: Turn of the Century Masters, 81:85

## روابط خارجية
- غوستاف مالر على موقع IMDb (الإنجليزية)
- غوستاف مالر على موقع الموسوعة البريطانية (الإنجليزية)
- غوستاف مالر على موقع ألو سيني (الفرنسية)
- غوستاف مالر على موقع ميوزك برينز (الإنجليزية)
- غوستاف مالر على موقع أول موفي (الإنجليزية)
- غوستاف مالر على موقع قاعدة بيانات برودواي على الإنترنت (الإنجليزية)
- غوستاف مالر على موقع قاعدة بيانات الأفلام السويدية (السويدية)
- غوستاف مالر على موقع إن إن دي بي (الإنجليزية)
- غوستاف مالر على موقع أول ميوزيك (الإنجليزية)
- غوستاف مالر على موقع ديسكوغز (الإنجليزية)